# Heinz Hungerland
Heinz Hungerland (* 14. März 1905 in Kassel; † 27. März 1987 in Andernach) war ein deutscher Mediziner und Kinderarzt. Er war Rektor der Universität Gießen und Direktor der Universitäts-Kinderklinik Bonn.

## Leben und Werk
Hungerland kam 1947 aus Kriegsgefangenschaft zurück und nahm seine Tätigkeit als Oberarzt an der Kinderklinik der Universität Freiburg wieder auf. 1951 wurde er Professor für Kinderheilkunde an der Medizinischen Akademie der Justus-Liebig-Hochschule Gießen und war dort bis 1957 Direktor der Kinderklinik. Nach einem Jahr als Prorektor (1954/55) war Hungerland bis 1957 Rektor und damit der erste Rektor der wiedereröffneten Universität. Nach einem weiteren Jahr als Prorektor erhielt er 1958 einen Ruf an die Universität Bonn auf den dortigen Lehrstuhl für Kinderheilkunde, wo er bis zu seiner Emeritierung im Jahr 1973 lehrte. Hungerland verfasste rund 170 wissenschaftliche Arbeiten, vor allem zu Themen der physiologischen Chemie. Er war Mitglied zahlreicher Fachgesellschaften sowie seit 1957 Mitglied der Gelehrtenakademie Leopoldina. Im Jahr 1968 war er Vorsitzender der Deutschen Gesellschaft für Kinder- und Jugendmedizin.